# Неведров, Денис Дмитриевич
Денис Дмитриевич Неведров (род. 6 апреля 1994, Югорск, Тюменская область) — российский и армянский игрок в мини-футбол, универсал мини-футбольного клуба «Тюмень» и сборной Армении. Выступал за молодёжную сборную России.

## Биография
Денис начал заниматься мини-футболом с 7 лет в родном Югорске под руководством Юрия Дмитриевича Ивашина. В составе команды «ГТЮ» в сезоне 2009/10 стал серебряным призёром и лучшим бомбардиром молодёжного Первенства России по мини-футболу среди команд 1993-1994 г. р. (старший возраст). Играл в команде «Газпром-Югра». В 16 лет он пробился в «Тюмень», где также сначала играл за команду до 18 лет. После этого Неведров стал игроком основной команды и дублирующего состава «Ишим-Тюмень-2». В сезоне 2012/13 в составе основы он стал бронзовым призёром чемпионата России, а вместе с дублем выигрывает Высшую лигу. После окончания сезона 2017/18 на правах аренды был отдан в Нефтеюганск, где играл за местную команду «БЛиК» в Суперлиге 2018/19. За нефтеюганцев он провёл 17 игр, забив 8 голов, а также вместе с командой выиграл серебряные медали Международного турнира на призы Тюменской области. После расформирования «БЛиКа» Денис Неведров вернулся в «Тюмень».

### Выступление за сборные
Неведров сыграл за молодёжную сборную России 4 товарищеских игры против Ирана, где отличился одним забитым голом. 
В начале 2021 года получил гражданство Армении и стал выступать за сборной.

## Достижения
- Серебряный призёр чемпионата России: 2020/21
- Бронзовый призёр чемпионата России (3): 2012/13, 2017/18, 2023/24
- Победитель Высшей лиги России (2): 2012/13, 2015/16
- Серебряный призёр Международного турнира по мини-футболу на призы Тюменской области (2): 2018, 2023
- Серебряный призёр молодёжного Первенства России по мини-футболу (старший возраст): 2009/10